# Pierre de Mercœur
Pierre de Mercœur, mort en 1073 à Gênes, est un prélat français du XIe siècle, évêque du Puy. 

## Biographie
Il est le fils de Beraud III, sire de Mercœur.  Pierre est le neveu d'Étienne de Mercœur, évêque du Puy, et devient son successeur. Après la mort d'Étienne de Mercœur, le clergé et  le peuple du Velay élisent en 1053  pour son successeur à l'évêché du Puy, Pierre, qui est alors   prévôt de la cathédrale. D'autre part, Pons, comte de Toulouse, qui domine sur le Velay nomme de son autorité pour évêque du Puy, Bertrand, archidiacre de Mende, mais le pape Léon IX  confirme l'élection de Pierre de Mercœur. Le prélat a des démêlés considérables avec les habitants de cette ville, avec les seigneurs du voisinage et surtout avec le vicomte de Polignac, ce qui cause entre eux une longue guerre. Armand I possède alors cette vicomté. Pierre de Mercœur, après avoir terminé la guerre contre les habitants du Puy que contre Armand I, vicomte de Polignac, et les autres seigneurs du Velay, entreprend le voyage de Jérusalem. À son retour, il meurt à  Gênes en 1073 et sera inhumé au Prieuré de Lavoûte-Chilhac dans le tombeau des Mercœur .